# Cipka (film)
Cipka – polski krótkometrażowy film animowany w reżyserii Renaty Gąsiorowskiej. 

## Fabuła
Ośmiominutowa, narysowana kolorowymi pisakami miniatura, opowiadająca historię młodej dziewczyny, która nudne popołudnie postanawia uprzyjemnić sobie masturbacją. Na drodze do podniecenia stają jednak inni ludzie, świat zewnętrzny i własne ograniczenia. Sytuację może zmienić tylko tytułowa bohaterka – Cipka, która pragnie nauczyć swoją właścicielkę, jak odnaleźć drogę do spełnienia i własnej samoakceptacji.

## Nagrody
- 2016: Ogólnopolski Festiwal Polskiej Animacji O!PLA – III Nagroda "Brązowy Tobołek Koziołka Matołka" w kategorii "Szkolna"
- 2016: Ogólnopolski Festiwal Polskiej Animacji O!PLA – Nagroda Specjalna dla "najdziwniejszego filmu festiwalu"; w postaci zaproszenia poza selekcją do konkursu 5. Festiwalu Filmowego "Kocham Dziwne Kino" w Pabianicach
- 2016 Festiwal Filmowy „Kocham Dziwne Kino” w Pabianicach – pierwsze miejsce w plebiscycie publiczności i statuetka Złotego Mola[2]
- 2016: Koszalin (Koszaliński Festiwal Debiutów Filmowych "Młodzi i Film") – Nagroda za krótkometrażowy film animowany za "surrealistyczną metaforę wolności człowieka"
- 2016: Lipsk (Międzynarodowy Festiwal Filmów Dokumentalnych i Animowanych) – Nagroda Publiczności radia "Mephisto 97.6"
- 2016: Los Angeles (AFI FEST) – Wielka Nagroda Jury dla krótkiej animacji[3][4]
- 2016: Chicago (Festiwal Filmu Polskiego w Ameryce) – Nagroda "Odkrywcze Oko" dla młodego utalentowanego twórcy Renata Gąsiorowska
- 2017: Września (Ogólnopolski Festiwal Sztuki Filmowej "Prowincjonalia") – Wyróżnienie za najlepszy film animowany[5]
- 2017: Clermont-Ferrand (Międzynarodowy Festiwal Filmów Krótkometrażowych) – Nagroda dla najlepszego filmu animowanego w Konkursie Międzynarodowym[6]
- 2017: Drezno (Festiwal Filmów Krótkometrażowych) – Nagroda Golden Horseman Animated Film[7]
- 2017: Drezno (Festiwal Filmów Krótkometrażowych) – Nagroda ARTE Short Film[7]
- 2017: Drezno (Festiwal Filmów Krótkometrażowych) – Wyróżnienie Specjalne za dźwięk Ewa Bogusz
- 2017: Austin (SXSW Film Festival) – Wyróżnienie Specjalne Jury[8][9][10]
- 2017: Wiedeń (Festiwal Filmowy "Tricky Women") – Wyróżnienie
- 2017: Wiedeń (Festiwal Filmowy "Tricky Women") – Nagroda Publiczności
- 2017: Bilbao (Bilbao International Animation Community Festival "AnimaKom") – Grand Prix w kategorii filmu studenckiego
- 2017: Saguenay (Festival Regard sur le court métrage) – Nagroda dla najlepszego filmu animowanego
- 2017: Bydgoszcz (Festiwal Filmów Animowanych "Animocje") – Specjalne Wyróżnienie za „odwagę i szczerość”[11]
- 2017: Jena (cellu l'art International Short Film Festival) – Nagroda Best ExAnDo
- 2017: Trzeboń (Międzynarodowy Festiwal Filmów Animowanych "AniFilm") – Nagroda dla najlepszej animacji studenckiej[12][13][14]
- 2017: Zagrzeb (Światowy Festiwal Filmów Animowanych "AnimaFest") – Nagroda dla najlepszej animacji studenckiej[15][16][17]
- 2017: Poznań (Międzynarodowy Festiwal Filmów Animowanych "Animator") – Nagroda SFP dla najlepszego filmu polskiego (uzasadnienie Jury: Zabawny film, który odważnie mówi o prawie każdej kobiety do przyjemności płynącej z własnego ciała – o prawie, które zbyt długo uważano za brudne lub gorszące)[18]
- 2017: Ermupoli (International Animation Festival + Agora "AnimaSyros") – Wyróżnienie Specjalne w konkursie studenckim
- 2017: Lille (Międzynarodowy Konkurs Filmów Krótkometrażowych) – II Nagroda
- 2017: Madryt (Międzynarodowym Festiwalu LGTB "LesGaiCineMad") – Nagroda dla najlepszej animacji[19][20][21]
- 2017: Recife (Janela Internacional de Cinema do Recife) – Nagroda za zdjęcia w konkursie filmów krótkometrażowych
- 2017: Poitiers (Festival International des Ecoles de Cinema) – Wyróżnienie Specjalne Jury[22][23][24][25]
- 2017: Poitiers (Festival International des Ecoles de Cinema) – Nagroda "La Fabrique a Histoires"[22][23][24][25]
- 2017: Białystok (Międzynarodowy Festiwal Filmów Krótkometrażowych "żubrOFFka") – Grand Prix (uzasadnienie Jury: "Film w ciekawy i lekki sposób opowiada ważną historię o kobiecym ciele i seksualności. Jury jest pod wrażeniem silnego głosu reżyserki i jest pewne, że jej filmy dotrą do szerokiej publiczności na całym świecie")[26]

Źródło: